# Twin Grove
Twin Grove – jednostka osadnicza w Stanach Zjednoczonych, w stanie Illinois, w hrabstwie McLean.